# Die Weber (1927)
Die Weber ist ein deutscher Stummfilm aus dem Jahre 1927 nach dem gleichnamigen Bühnenstück von Gerhart Hauptmann. Unter der Regie von Friedrich Zelnik spielten Paul Wegener als Weber-Herr und Theodor Loos und Wilhelm Dieterle als seine beiden Antagonisten.

## Handlung
Deutschland im 19. Jahrhundert. Die für den Fabrikanten Dreißiger arbeitenden Weber müssen unter menschenunwürdigen Umständen schwer schuften. Ihre Webe übergeben die ausgemergelten und bisweilen kränkelnden Arbeiter Tag für Tag in einem dunklen Raum. Dort wird ihr Produkt zunächst gewogen, dann geprüft und schließlich abgenommen. Oftmals wird von ihrem kargen Lohn Geld abgezogen, mit fadenscheinigen Begründungen. Die Weber sind ihrem Dienstherrn ausgeliefert. Dessen verlängerter Arm, der Expedient Pfeifer, einst selber ein Weber, versucht durch ständige Beanstandungen die Löhne zu drücken.
Eines Tages kommt es zu einer schweren Auseinandersetzung, die die bereits angespannte Situation endgültig eskalieren lässt. Der junge Weber Bäcker ist nicht bereit, sich herumschubsen und betrügen zu lassen und legt sich mit Pfeifer und sogar mit Dreißiger an. Zwar erhält Weber Bäcker seinen Lohn, wird aber als mutmaßlicher Querulant und möglicher Unruhestifter fortan nicht mehr beschäftigt. Als die anderen Weber ab sofort zum halben Lohn arbeiten sollen, kommt es unter den Ausgebeuteten zum Aufstand. Der frühere Soldat Moritz Jäger stachelt die Weber an, sich nicht länger von Dreißiger und dessen willigen Handlanger Pfeifer kujonieren zu lassen. Mit dem aufrührerischen Dreißigerlied auf den Lippen zieht der Webertrupp durch das ganze Dorf bis vor das prachtvolle Anwesen Dreißigers.
Dessen Familie gelingt es gerade noch, vor den wütenden Demonstranten zu fliehen. Die aufständischen Weber stürmen das Gebäude und verwüsten es, dann ziehen alle weiter in das nächste Dorf. Dort steht eine mechanische Weberei, wo ebenfalls der Lohn der Arbeiter halbiert wird. Auch diese Fabrik wird von den wütenden Arbeitern gestürmt. Die Besitzer holen das Militär, das für Ordnung sorgen soll. Doch die Weber sind längst so weit gegangen, es gibt kein Zurück. Der Kampf um gerechte Entlohnung bei schwerer Arbeit obsiegt, die schießenden Soldaten müssen unter einem Steinwurfhagel weichen und abziehen.

## Produktionsnotizen
Die Weber gilt als die ambitionierteste Inszenierung des Unterhaltungsfilmregisseurs Zelnik. Gedreht wurde vom 17. Februar bis zum 6. April 1927. Der Film wurde am 14. Mai 1927 im Capitol am Zoo in Berlin uraufgeführt. Nach dem Krieg wurde Die Weber erstmals am 22. Mai 1973 im Rahmen einer ZDF-Ausstrahlung gezeigt.
Die Filmbauten entwarf Andrej Andrejew, die Stil- und Maskenentwürfe stammen von George Grosz.

## Kritiken
Siegfried Kracauer kam in der Frankfurter Zeitung zu folgendem Schluss: „Bei der Verfilmung von Gerhart Hauptmanns ‚Weber‘ haben die großen Russenfilme: ‚Potemkin‘ und ‚Mutter‘ als Vorlage gedient. Schon zur Übernahme gewisser Stoffmotive bot das (für den Filmgebrauch abgewandelte) Bühnenwerk Gelegenheit. Der frühkapitalistische Fabrikant plagt die Weber.  […] Wichtiger als die thematische Verwandtschaft mit den russischen Filmen ist die der technischen Durchbildung. Wie die Bildfolgen geführt werden müssen, wie ausgewählte Einzelheiten die Totalerscheinung vermitteln können, wie mit Kontrasten zu arbeiten ist und verschiedene soziale Umwelten zu symbolisieren sind – das alles ist von den Russen gelernt. Zu sehen sind: verkümmerte Glieder, alte Weiber und Männer, deren Züge ergreifen, eine verblödete Rübezahlfigur, ein holzgeschnitztes Pietistengesicht, ein Hundebraten, die kleinen Katen, ein Staketenzaun. Ein armer Junge träumt in die Baumwipfel der Chaussee hinein und reitet auf dem Schaukelpferd des Fabrikantenkindes. Weberbeine schreiten, das Massenhafte regt sich. Das ist vortrefflich gelernt. […] Ein guter Film, gewiß. Dennoch erreicht er seine Muster nicht, und gerade das Wenige, das ihm fehlt, ist entscheidend. Hinter den Ansammlungen der armen schlesischen Hungerkünstler ist das Walten des geschulten Regisseurs zu spüren, der die Gruppen effektvoll stellt. Unentwickelt ist die Kunst der Raumbeherrschung, die den Russen eignet (wenn sie Militär marschieren lassen, dröhnt der Platz, während in dem deutschen Film die Soldaten nur marschieren). Schließlich sind die einzelnen Szenen nicht durchaus peinlich gegeneinander abgewogen. Es werden Reprisen ohne gehörige Steigerung vorgenommen – das wiederholte Läuten der Sturmglocken, das Hervorströmen der Aufständischen aus den Hütten –, es wird, wie im Falle der Plünderung, die Kleinmalerei viel zu ausführlich betrieben. Diese formalen Unsicherheiten sind das Merkmal einer Schwäche, die tiefer liegt. Man hat, überschwenglich genug, dem Film den Ehrentitel des "deutschen Potemkin" verliehen. Er ist es nicht, denn er betrifft uns nicht mehr unmittelbar.“
Oskar Kalbus’ Vom Werden deutscher Filmkunst schrieb eine Neubeurteilung acht Jahre später aus der tendenziösen Sichtweise des NS-Kulturbetriebes: „Es wurde Zelniks bester Film, weil er sich plötzlich als ein so großer Meister in der Behandlung der Massen erwies, daß seine packenden Bilder überall politische Demonstrationen entfesselten. […] Gerade der Agitator wurde in den Berliner Kinos bejubelt und gefeiert, symptomatisch für die politische Spannung von 1927.“
Reclams Filmführer urteilte über Zelniks Filmfassung: „Die Verfilmung von Gerhart Hauptmanns Schauspiel ist wohl die bedeutendste Regieleistung Zelniks. Offenbar hat er von den russischen Revolutionsfilmen gelernt, was besonders in den Massenszenen und streckenweise auch im agitatorischen Impetus seiner Inszenierung deutlich wird. […] Einen beträchtlichen Teil seiner Wirkung verdankt der Film aber sicher auch dem Maler George Grosz. Er zeichnete die Zwischentitel und zielte durch ihre Gestaltung auf zusätzliche Wirkungen -- etwa wenn die Angst des Prokuristen Pfeiffer durch zittrige Schrift verdeutlicht wird, in der seine Repliken wiedergegeben werden. Den Einfluß von Grosz spürt man auch in den Bauten, vor allem in den stilisierten Hütten der Weber.“
Das Lexikon des Internationalen Films schreibt: „Der realistischen Stummfilmepoche zugehörende, werkgetreue Gerhart-Hauptmann-Verfilmung in prominenter Theaterbesetzung. Parallelen zu russischen Revolutionsfilmen in Szenenarrangement, Kameraführung und Schnittechnik sind unverkennbar.“